# Cdobleta
Luis Nomar Isaac Sánchez (Carolina, Puerto Rico, 5 de febrero de 2003), conocido artísticamente como Cdobleta, C Dobleta o simplemente CDobleta, es un rapero y compositor puertorriqueño de trap latino, reguetón, y que usa, un estilo personal.
Empezó su carrera en mayo de 2023, y su primer sencillo «Tan Cagau» fue lanzado.Sin embargo, no fue hasta que lanzó «Quienes Son» se volvería reconocido en la música de Puerto Rico. Su éxito «K.D.P.» junto a Yovngchimi alcanzó una popularidad alta, de aproximadamente 652 000 streams en Spotify. El sencillo «Osea», según Conep es una redefinición del trap latino.Hizo una colaboración con Casper en el sencillo «Ice$pice», el cuál según la prensa es una reconciliación entre dos caseríos rivales.

## Carrera musical
Empezó su carrera en el 2023, y su primer sencillo «Tan Cagau», fue lanzado en el mes de mayo, logrando una popularidad considerable. Aumentaría más su popularidad cuando colaborase con artistas como ROA, Ankhal, Ñengo Flow, Yovngchimi, Conep, entre otros.El 1 de julio de 2023 lanzó «Quienes Son», alcanzando un nivel alto de popularidad en Spotify, de aproximadamente 652 000 streams, y durante un tiempo estuvo en el top 200⁰.
El 6 de octubre de 2023 colaboró con Yovngchimi en el sencillo «K.D.P.» (abreviación de Kilos De Perico), y además colaboró con artistas como Brytiago en «Hptismo», Ñengo Flow en «Eso No Es de Gangster» o Midnvght.El 8 de septiembre colaboró con el músico Panda Black, en el sencillo «FULE T» (lo cuál significa fulete, qué es un arma de fuego completamente automática. PD: no debe de ser confundido con el sencillo «Fulete» en colaboración con Yaisel LM).
Empiezaría el año 2024 colaborando con los artistas Ñengo Flow, Producto Sin Corte y Midnvght en el sencillo «Eso No Es de Gangster». El 15 de marzo de 2024 colaboró con Pressure 9X19, en el sencillo «VVS Switch (Remix)», contando con la invitación de Yovngchimi, Anuel AA, Hades66, entre otros. En dicho tema hace referencia en uno de sus versos a su sencillo «K.D.P.».De hecho, ese mismo día también lanzó su sencillo «Estas Pacas No Me Dan», a finales del año lanzó el sencillo «C.Y.B.E.R» (dicho tema captura la esencia de la era digital), y fue lanzado el 5 de diciembre de ese año.
En 2025 empezó colaborando con los artistas Conep en «Osea»,(en este mismo sencillo pone a prueba su creatividad/estilo personal) o incluso Myke Towers, en «Sky Dweller». Incluyendo al artista a su álbum recién estrenado: LYKE MIIKE DELUXE.

“Esta colaboración representa más que una canción; es una redefinición del trap latino. Queremos que nuestros fans sientan la pasión y energía que hemos puesto en este proyecto"
Conep sobre su lanzamiento

En abril de ese mismo año colaboró junto a Chen, Pressure 9X19 y Slayter en el sencillo «Peak (Remix)». El 18 de julio de 2025 colaboró junto a Casper Mágico en el sencillo «Ice$pice», una reconciliación entre dos caseríos rivales los cuáles son: Torres de Sabana y Sabana Abajo (lugar de origen de Casper y CDobleta), de acuerdo con declaraciones en un comunicado en la prensa.

## Estilo musical
Sobre su estilo musical el género principal que canta es trap y reguetón, además de utilizar un estilo personal en el que mezcla sonidos digitales y urbanos, además ha estado innovando y revolucionando el trap con su sencillo «C.Y.B.E.R».Se menciona que el característico flow del artista crea un paisaje sonoro. 

## Vida personal
El 31 de octubre de 2023, el artista fue arrestado en Santurce en San Juan, Puerto Rico, por posesión de armas de fuego, junto a otras personas en el interior de un vehículo.El 1 de abril de 2024 se entregó voluntariamente a la policía, tras ser buscado como persona de interés en el asesinato del agente Elezier Ramos Vérez.Podría enfrentar cadena perpetua o incluso la pena de muerte por matar a un polícia. Debido a todo esto se creó el movimiento: "Free CDobleta", por lo cuál los fans están pidiendo la liberación de dicho artista, y algunos artistas como Yaisel LM, Dei V, entre otros, están siguiendo el movimiento.

## Discografía

### Sencillos
| Año  | Título                    | Álbum |
| ---- | ------------------------- | ----- |
| 2023 | «Tan Cagau»               |       |
| 2023 | «Quienes Son»             |       |
| 2023 | «Reloaded»                |       |
| 2023 | «K.D.P.» (con Yovngchimi) |       |
| 2023 | «Desde Los 15»            |       |
| 2023 | «Bellakita»               |       |
| 2024 | «Estas Pacas No Me Dan»   |       |
| 2024 | «Omertà»                  |       |
| 2024 | «Brillar»                 |       |
| 2024 | «LMM»                     |       |
| 2024 | «Volví»                   |       |
| 2024 | «C.Y.B.E.R.»              |       |
| 2025 | «100 Tramas»              |       |

#### Colaboraciones
| Año  | Título                                                                              |
| ---- | ----------------------------------------------------------------------------------- |
| 2023 | «Free Lance 2.0» (con ROA, Amarion, Ankhal, y Anubiis)                              |
| 2023 | «La Cone (Remix)» (con Conep y Ñengo Flow)                                          |
| 2023 | «Tamo Puesto» (con Yecko)                                                           |
| 2023 | «Indicando» (con Pouliryc)                                                          |
| 2023 | «FULE T» (con Panda Black)                                                          |
| 2023 | «John Cenaa» (con Sr. Netflix y Persy)                                              |
| 2023 | «Los Diablos» (con Yecko y Sugarhill DDOT)                                          |
| 2023 | «Hptismo» (con Brytiago y Ñengo Flow)                                               |
| 2024 | «Eso No Es de Gangster» (con Producto Sin Corte, Ñengo Flow y Midnvght)             |
| 2024 | «Funny» (con Izaak)                                                                 |
| 2024 | «VVS Switch (Remix)» (con Pressure 9X19, Yovngchimi, Anuel AA, Hades66 y Luar La L) |
| 2024 | «Fulete» (con Yaisel LM)                                                            |
| 2024 | «John Cenaa (Remix)» (con Sr. Netflix, Persy, Pressure 9X19 y Juanka)               |
| 2024 | «4 Palos» (con Michael Flores)                                                      |
| 2024 | «Yo Soy» (con Custom, Chen y Persy)                                                 |
| 2024 | «Omertà (Remix)» (con Gio Baby)                                                     |
| 2024 | «4 Palos (Remix)» (con Michael Flores, Conep, Midnvght, Juliito y Kris R.)          |
| 2024 | «Stripclub» (con Howzal)                                                            |
| 2024 | «VVS4L» (con Yovngchimi)                                                            |
| 2024 | «BVLENTINO» (con Yampi)                                                             |
| 2025 | «Osea» (con Conep)                                                                  |
| 2025 | «Sky Dweller» (con Myke Towers)                                                     |
| 2025 | «Muerte Al Chota» (con Midnvght)                                                    |
| 2025 | «Clave» (con K John)                                                                |
| 2025 | «Peak (Remix)» (con Chen, Pressure 9X19 y Slayter)                                  |
| 2025 | «Ice$pice» (con Casper Mágico)                                                      |
| 2025 | «Solita» (con Rowma)                                                                |